# Mrzla Luža
Mrzla Luža – wieś w Słowenii, w gminie Trebnje. W 2018 roku liczyła 34 mieszkańców.